# Gizama
Gizama is een geslacht van vlinders van de familie spinneruilen (Erebidae), uit de onderfamilie Hypeninae.

## Soorten
- G. bronsonalis Schaus, 1916
- G. cuculalis Dognin, 1914
- G. midasalis Walker, 1858
- G. undilinealis Schaus, 1916